# Wielka Synagoga w Sanoku
Synagoga w Sanoku, zwana też Wielka Synagoga – nieistniejąca synagoga w Sanoku.

## Historia

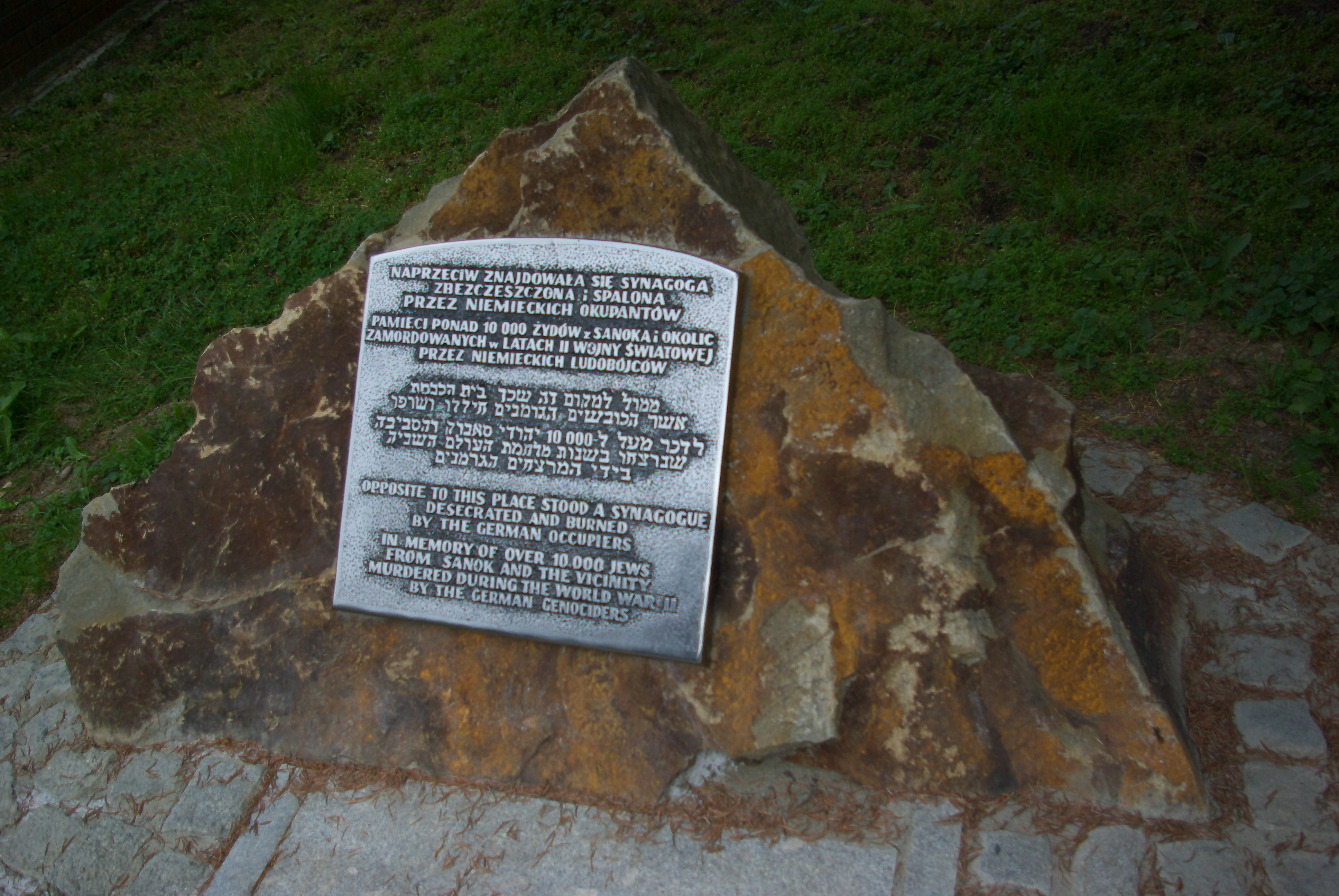
Kamień upamiętniający synagogę (2014)

Znajdowała się przy dużym rynku, z wejściem od ulicy Zamkowej.
Synagoga została zbudowana w 1720 roku na mocy przywileju króla Augusta II Mocnego, na miejscu starej, drewnianej bożnicy. W roku 1764 sanocka gmina wyznaniowa uzyskała samodzielność.
Rabinami w Sanoku byli: w 1895 Natan Dym, w 1935 Alter Riwen Spira.
Do 1939 prowadzone były prace przy budowie szkoły rabinackiej przy bożnicy, lecz wybuch II wojny światowej przerwał te prace.
W okresie od 10 do 30 września 1939 urząd w mieście sprawował burmistrz Stepan Wanczycki. W tym czasie w nocy z 16 na 17 września 1939 przypadającej w dzień żydowskiego Nowego Roku czczonego w synagogach jako Post Gedaliasza hitlerowcy spalili tę oraz dwie inne synagogi gminy żydowskiej. Podobne akcje przeciw-żydowskie miały również miejsce w gminie Bukowsko oraz objęły dolny bieg granicznego Sanu. 1 października 1939 wycofano z Sanoka ostatnie pododdziały zgrupowania Bernolak, wcześniej rozformowując Legion Romana Suszki.
W pozostałej najniższej kondygnacji okupanci urządzili warsztat samochodowy.
Naprzeciw miejsca istnienia synagogi został wzniesiony budynek tzw. Zajazdu.

## Współczesność
Atmosferę panującą w tej synagodze, woń gorejących świec, zapach czarnej tabaki, ścisk i tłok żebraków przysiadujących przy wejściu opisał Kalman Segal w opowiadaniu Raz w roku przebaczyć. Wspomina w nim, że na podwyższeniu wzdłuż wschodniej ściany siedzieli prominenci, ludzie bogaci, mądrzy i uczeni. Sufit był okopcony, pamiętający lepsze czasy gdy na firmamencie widoczne było jeszcze błękitne niebo i gwiazdy ze złoconego drzewa, blask płynął z dużego elektrycznego żyrandola. Nad głównym ołtarzem lwy skrzydlate z otwartymi paszczami. W małej galeryjce szlochające kobiety ukryte za firanami a w drzwiach w ścianie za ołtarzem kantor intonujący Kol Nidre, modlitwy powstałej w Hiszpanii przed wypędzeniem z niej Żydów.
W 1969 miejscu istnienia synagogi powstał biurowiec, w którym funkcjonowała administracja i dyrekcja Sanockiego Przedsiębiorstwa Budowlanego, a równocześnie także hotel robotniczy. W trakcie archeologicznych badań ratunkowych w roku 1972 przy budowie obiektu socjalnego SPB na działce należącej do byłej synagogi odkryto pozostałości ośrodka garncarskiego w tym duże ilości ceramiki średniowiecznej i nowożytnej, zarówno potłuczonych jak i gotowych przedmiotów glinianych. Drugi ośrodek garncarski datowany na XVI wiek w Sanoku zlokalizowany był na terenie dzielnicy Żydowskiej.
Naprzeciw miejsca położenia synagogi w czerwcu 2014, został ustanowiony kamień pamiątkowy wraz z tablicą upamiętniającą Żydów pomordowanych w latach II wojny światowej w Sanoku. Zgodę wyraziła Rada Miasta Sanoka uchwałą z 25 kwietnia 2013, zaś środki celem ufundowania obiektu zapewniono w budżecie miasta. Inskrypcja o treści zaproponowanej przez Towarzystwo Przyjaźni Izrael–Polska, w języku polskim, hebrajskim i angielskim brzmi: Naprzeciw znajdowała się synagoga, zbezczeszczona i spalona przez niemieckich okupantów. Pamięci ponad 10 000 Żydów z Sanoka i okolic zamordowanych w latach II wojny światowej przez niemieckich ludobójców.